# 朱祁鎔
朝邑榮簡王朱祁鎔（1433年—1486年），明朝唯一一代朝邑王，鄭靖王朱瞻埈嫡四子，明仁宗之孫。
正統五年（1440年）四月一日，與兄弟獲明朝廷賜名；正統八年三月甲子（1443年4月7日），獲封為朝邑王，朱祁鎔在成化二十二年（1486年）去世。因為沒有子嗣，朝邑國除國。
1958年6月，河南省博爱县政府组织工人修建詹东路，挖掘到了朝邑王的陵寝。朱祁鎔之陵寝位于今博爱县月山镇乔村北隅，墓冢高约2公尺，面积约40平方公尺。

朝邑王墓誌

「王諱祁鎔，鄭靖王之子，母妃張氏，宣德八年十一月初八日嫡生，正統八年三月初九日冊封為朝邑王，成化二十三年十一月十六日以疾薨，享年五十有五，妃呼氏，群牧所副千戶斌之女；繼妃楊氏，南城兵馬副指揮源之女，俱無出，上聞訃哀悼，輟朝一日，遷官諭祭，諡曰榮簡，命有司喪葬如制，在京親王及文武官皆致祭焉，以弘治元年葬於太行山之原，嗚呼！王生長宗室，為國藩輔，茂膺封爵，貴富兼降，壽考今終，夫復何憾，用述其？，納諸幽壙云。」